# Upsilon Piscium
Upsilon Piscium (90 Piscium) é uma estrela na direção da constelação de Pisces. Possui uma ascensão reta de 01h 19m 27.98s e uma declinação de +27° 15′ 50.7″. Sua magnitude aparente é igual a 4.74. Considerando sua distância de 311 anos-luz em relação à Terra, sua magnitude absoluta é igual a −0.16. Pertence à classe espectral A3V.